# Kis-My-Journey
《Kis-My-Journey》是Kis-My-Ft2的第3張專輯。於2014年7月2日由avex trax發售。

## 概要
《Kis-My-Journey》與上一張原創專輯《Good向前衝！》相距約1年零3個月；與上一張專輯《HIT! HIT! HIT!》相距約3個月。收錄第10張單曲「光的信號」和子團舞祭組的單曲「從天而降的幸運」，共2首A面曲。
新曲《Seven Journey》為此專輯的主打曲目。新曲《3.6.5》是DHC「藥用粉刺控制系列」的電視廣告歌曲。新曲《最喜歡妳》是glico「Watering KISSMINT」的電視廣告歌曲。
本作分為「初回生産限定盤A（CD+DVD）」、「初回生産限定盤B（CD+DVD）」、「通常盤（CD ONLY）」和「Kis-My SHOP盤」4種形式發售。「初回生産限定盤A（CD+DVD）」收錄了主打曲目《Seven Journey》的Music Video和製作花絮（Making）；「初回生産限定盤B（CD+DVD）」收錄了新曲《3.6.5》的Music Video、製作花絮（Making）和特別影片「Kis-My-TV」；「通常盤（CD ONLY）」追加收錄了新曲「心情嗨起來!」。
在7月14日於公信榜專輯週排行榜取得第1位，往後，此專輯更於公信榜專輯月排行榜取得第1位，繼《Kis-My-1st》後再度於月排行榜取得第1位。

## 收錄內容

### CD
1. "3rd" Overture
2. Seven Journey
3rd原創專輯「Kis-My-Journey」主打曲目
3. 3.6.5
DHC「藥用粉刺控制系列」電視廣告歌曲
4. Striker
5. 最喜歡妳（ダイスキデス）
glico「Watering KISSMINT」電視廣告歌曲
6. FORM
成員北山宏光主唱
7. LU4E ～Last Song～
成員藤谷太輔主唱
8. Only One...
成員玉森裕太主唱
9. FIRE!!!
成員北山宏光、藤谷太輔主唱
10. 從天而降的幸運（棚からぼたもち）
子團舞祭組1st單曲
11. 翼（ツバサ）
12. 光的信號（光のシグナル）
10th單曲。電影《新·大雄的大魔境〜柏高與5人之探險隊〜》的主題曲
13. 我們的承諾（僕らの約束）
14. 心情嗨起來!（アゲてくぜ!）
通常盤 Bonus Track

### DVD（初回生産限定盤A）
1. Seven Journey（Music Video）
2. Seven Journey（Making）
3. レコーディング密着映像

### DVD（初回生産限定盤B）
1. 3.6.5（Music Video）
2. 3.6.5（Making）
3. Kis-My-TV

## 外部連結
- DISCOGRAPHY：Kis-My-Ft2 Official Website （页面存档备份，存于）